# 福清白环蛇
福清白环蛇（学名：Lycodon futsingensis），一种分布于中国东南部及越南北部的爬行动物，隶属于游蛇科白环蛇属。

## 形态特征
福清白环蛇与黑背白环蛇（Lycodon ruhstrati）较相似，但黑背白环蛇腹鳞数和尾下鳞数较多。吻端钝，头部扁平近梯形。成体头背部黑色，上唇鳞黑色杂有或多或少的碎白斑；躯干和尾背以黑色或深黑褐色为主，躯干和尾部分别有24～29个和10～15个杂有碎黑斑的白环，白环不甚规则，宽1～6枚背鳞，在背脊处较细，到腹部最宽。头、躯干前段腹面以白色为主，杂有黑斑；后段腹面多为黑褐色。

## 保护
本种于2023年被收录入《有重要生态、科学、社会价值的陆生野生动物名录》。